# Bélaye
Bélaye é uma comuna francesa na região administrativa de Occitânia, no departamento de Lot. Estende-se por uma área de 18,69 km². Em 2010 a comuna tinha 218 habitantes (densidade: 11,7 hab./km²).